# Ranomi Kromowidjojo
Ranomi Kromowidjojo (ur. 20 sierpnia 1990 w Sauwerd) – holenderska pływaczka surinamsko-jawajskiego pochodzenia, trzykrotna mistrzyni olimpijska, wielokrotna mistrzyni świata i Europy, rekordzistka świata na krótkim basenie.
Specjalizuje się w stylu dowolnym. Odnosiła sukcesy na mistrzostwach Europy juniorów, jej pierwszą dorosłą imprezą były mistrzostwa Europy w Budapeszcie (2006). Z miejsca stała się ważnym punktem sztafet kraulowych, ma na swym koncie medale mistrzostw Europy, brąz MŚ na długim basenie (2007). W Pekinie wspólnie z koleżankami Inge Dekker, Femke Heemskerk i Marleen Veldhuis sięgnęła po złoto (4x100 metrów kraulem). Sztafeta w identycznym składzie w marcu 2008 pobiła rekord świata na tym dystansie (3:33.62), a w lipcu 2009, podczas mistrzostw świata w Rzymie osiągnęła jeszcze lepszy wynik (3:31.72).
Dwukrotnie została wybrana najlepszą sportsmenką roku w Holandii (2011 oraz 2012).
W 2012 została wybrana najlepszą pływaczką w Europie.

## Osiągnięcia

### Igrzyska olimpijskie
| Olimpiada   | Data             | Konkurencja               | Rezultat    | Miejsce |
| ----------- | ---------------- | ------------------------- | ----------- | ------- |
| Pekin 2008  | 10 sierpnia 2008 | 4 × 100 m stylem dowolnym | 3:33,76 min |         |
| Londyn 2012 | 28 lipca 2012    | 4 × 100 m stylem dowolnym | 3:33,79 min |         |
| Londyn 2012 | 2 sierpnia 2012  | 100 m stylem dowolnym     | 53,00 s     |         |
| Londyn 2012 | 4 sierpnia 2012  | 50 m stylem dowolnym      | 24,05 s     |         |

### Mistrzostwa świata
- 2007 Melbourne –  brąz – 4 ×100 m stylem dowolnym
- 2009 Rzym –  złoto – 4 ×100 m stylem dowolnym

### Mistrzostwa świata (basen 25 m)
- 2002 Moskwa –  złoto – 4 ×200 m stylem dowolnym

### Mistrzostwa Europy
- 2006 Budapeszt –  srebro – 4 ×100 m stylem dowolnym
- 2008 Eindhoven –  złoto – 4 ×100 m stylem dowolnym

## Rekordy świata
| Data            | Miejsce      | Konkurencja               | Basen      | Rezultat    | Status                            |
| --------------- | ------------ | ------------------------- | ---------- | ----------- | --------------------------------- |
| 7 sierpnia 2013 | Eindhoven    | 50 m stylem dowolnym      | 25-metrowy | 23,24       | wyrównany 12 grudnia 2015         |
| 12 grudnia 2015 | Indianapolis | 50 m stylem dowolnym      | 25-metrowy | = 23,24     | do 2 sierpnia 2017 Sarah Sjöström |
| 7 sierpnia 2017 | Berlin       | 50 m stylem dowolnym      | 25-metrowy | 22,93       | aktualny                          |
| 18 marca 2008   | Eindhoven    | 4 × 100 m stylem dowolnym | 50-metrowy | 3:33,62 min | do 26 lipca 2009                  |
| 26 lipca 2009   | Rzym         | 4 × 100 m stylem dowolnym | 50-metrowy | 3:31,72 min | do 24 lipca 2014 · Australia      |

## Wyróżnienia
- Najlepsza sportsmenka roku 2011 i 2012 w Holandii.
- Najlepsza pływaczka w Europie roku 2012.